# 12530 Richardson
12530 Richardson è un asteroide della fascia principale. Scoperto nel 1998, presenta un'orbita caratterizzata da un semiasse maggiore pari a 2,6038787 UA e da un'eccentricità di 0,0569136, inclinata di 5,59017° rispetto all'eclittica.